# Haegeum
Le haegeum, (hangûl: 해금) est un instrument à cordes coréen traditionnel, qui ressemble à un violon. Il possède un manche en forme de tige, une Caisse de résonance en bois creuse et deux cordes en soie . Il est maintenu verticalement sur le genou de l'artiste et joué avec un archet. Il est également connu communément comme kkangkkang-i (hangûl: 깡깡이) kkaengkkaeng-i (hangûl: 깽깽이), ou aeng-geum (coréen:앵금).

## Historique
Il n'y a aucune trace de l'époque exacte à laquelle le haegeum a été introduit en Corée. Des références au haegeum sont trouvées dans le "Hanlim-byeolgok" (poèmes sans titre et chansons des érudits royaux) de la dynastie Goryeo , ce qui permet de déduire que le haegeum a été joué à l'époque.
Sous la dynastie Joseon, le haegeum était utilisé dans diverses musiques : celle des rites ancestraux royaux, des défilés, des festivals et de la hyangak (musique coréenne).
La manière de pratiquer le haegeum a changé, radicalement, avec la dynastie Joseon. Auparavant les musiciens jouaient de la corde selon la méthode gyeong-an (placer et arrêter sans tirer sur les cordes, comme un instrument à cordes frottées occidental). Sous la dynastie Joseon ils se sont mis à jouer avec la méthode yeok-an (tirer la corde). Cela a rendu possible de produire une grande variété de sons en tirant et en relâchant des cordes, les touches ayant été abandonnées
Au début des années 1960, diverses modifications ont été introduites afin d'améliorer la capacité acoustique de l’ instrument. En 1965, Park Hun-bong et Kim Bun-gi, développèrent un Haegeum peu grave et, en 1967, Kim Gisu créa un petit haegeum.

## Jeu
Le haegeum est l'un des instruments les plus utilisés dans la musique coréenne, tant dans la musique de cour que dans la madangnori (une musique populaire). La palette chromatique du haegeum est variée, même si elle n'a que deux cordes, les sons déclinent la mélancolique, la tristesse, et parfois l'humour. Le haegeum se construit avec huit matériaux: le métal, la pierre, la soie, le bambou, la gourde, l’argile, la peau et le bois, d'où la dénomination "paleum" (huit sons).

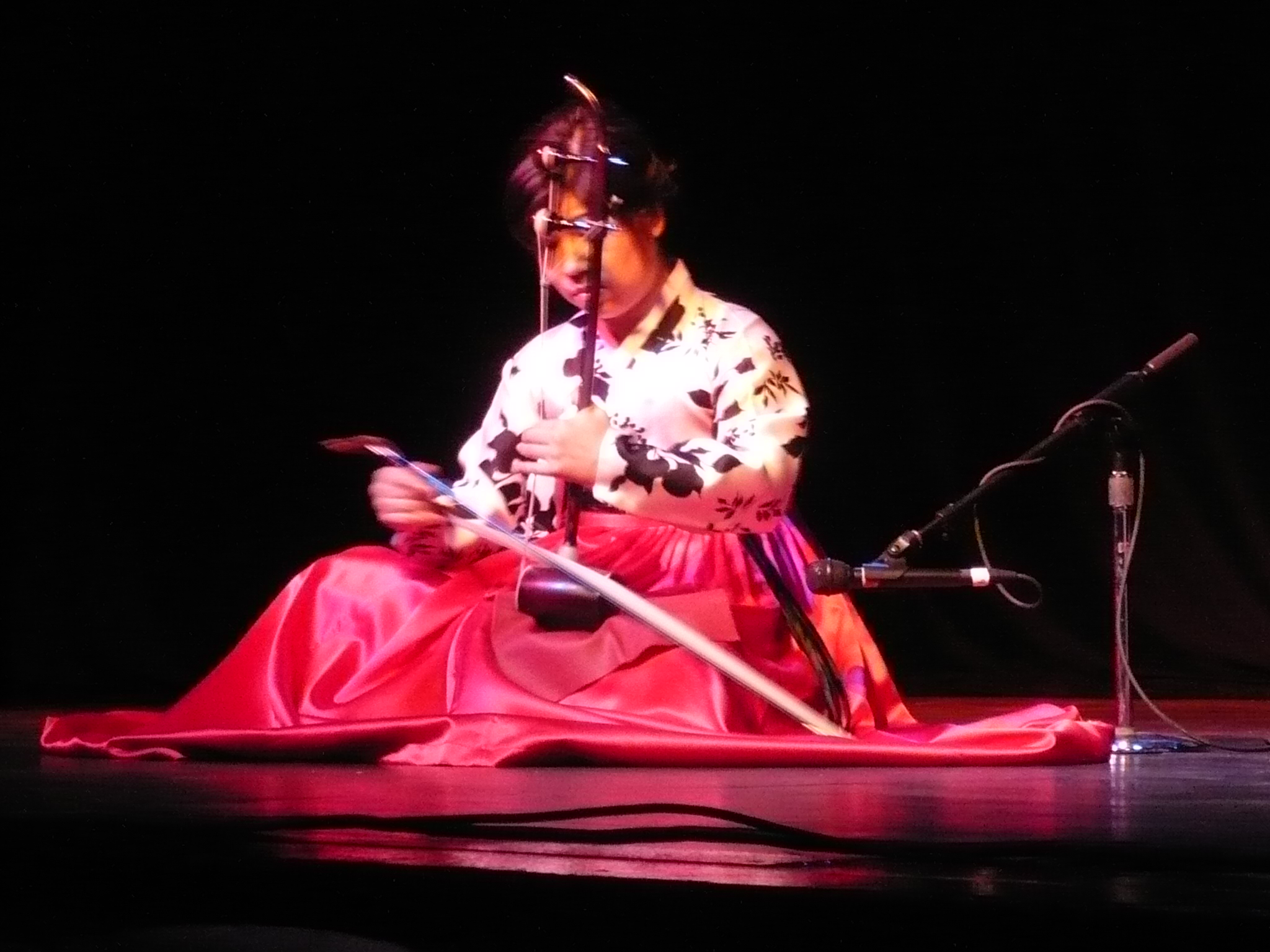
Jung Su-nyun jouant avec un haegeum sanjo

Le sohaegeum  (소해금) est une forme modernisée du haegeum, (hanja: 四 ) dans le mot sohaeheum signifie "quatre", car il a quatre chaînes. C' est un violon modernisé, utilisé uniquement en Corée du Nord et dans la préfecture autonome coréenne de Yanbian en Chine
Le haegeum est un instrument de musique coréen joué avec un archet en bois entre deux lignes, aligné avec un gros bloc de bois placé verticalement au-dessus de la boîte à anneaux. Le haegeum est un instrument à cordes, mais il est classé comme un instrument à vent plutôt que comme une corde lors du concert. Dans la musique coréenne traditionnelle, l'instrument à cordes fait référence à un instrument d'expression qui ne peut pas être joué correctement, comme un geomungo ou un gayageum, et l'instrument à cordes pouvant être utilisé pour faire un archet continu, comme un haegeum ou un ajaeng, est similaire à un instrument à vent